# Gótoku Sakai
Gótoku Sakai (* 14. března 1991) je japonský fotbalista.

## Reprezentační kariéra
Gótoku Sakai odehrál 42 reprezentačních utkání. S japonskou reprezentací se zúčastnil Mistrovství světa 2014.

## Statistiky
| Japonsko | Japonsko | Japonsko |
| Roky     | Záp.     | Góly     |
| -------- | -------- | -------- |
| 2012     | 2        | 0        |
| 2013     | 9        | 0        |
| 2014     | 7        | 0        |
| 2015     | 7        | 0        |
| 2016     | 7        | 0        |
| 2017     | 4        | 0        |
| 2018     | 6        | 0        |
| Celkem   | 42       | 0        |